# Байкіт (аеропорт)
Байкіт (рос. Аэропорт Байкит) (ICAO: UNIB) — аеропорт села Байкіт, розташований уздовж річки Підкам'яна Тунгуска за 250 м від неї. Аеродром Байкіт здатний приймати літаки Ан-2, Ан-3, Ан-24, Ан-26, Ан-32, Ан-74, Як-40, а також вертольоти всіх типів. Світлосигнальне обладнання ОМІ «Світлячок». Основне завдання — пасажирські та вантажні рейси з містом Красноярськ.

## Показники діяльності
| Рік            | 2014 | 2015 | 2016 | 2017 |
| тис. пасажирів | 35,8 | 25,5 | 28,6 | 31,3 |
| Джерела:       |      |      |      |      |

## Авіакампанії та напрямки
| Авіакомпанія | Пункт призначення      |
| ------------ | ---------------------- |
| IrAero       | Іркутськ               |
| KrasAvia     | Новосибірськ           |
| NordStar     | Красноярськ-Ємельяново |

## Пожежа 10 червня 2017 року
10 червня 2017 року о 15:55 за місцевим часом сталося загоряння в будівлі аеровокзалу. О 17:30 пожежу було локалізовано, о 18:00 — ліквідовано. В гасінні брало участь 25 чоловік і 6 одиниць техніки. В результаті пожежі повністю згоріли — дерев'яна надбудова на площі 156 м² та покрівля будівлі площею 696 м², частково пошкоджені — стіни та обладнання на другому поверсі. Під час гасіння пожежі проведена часткова евакуація майна. Попередня причина пожежі — коротке замикання.

## Найближчі аеропорти в інших містах
- Ванавара (351 км)
- Тура (359 км)
- Кодинськ (386 км)
- Мотигіно (399 км)
- Єнісейськ (428 км)